# 경성광산전문학교
경성광산전문학교(京城鑛山專門學校, 경성광전)은 일제강점기의 교육기관으로, 관립 전문학교이다. 해방 이후 경성공업전문학교와 함께 대학기관인경성제국대학 이공학부에 흡수되여 서울대학교 공과대학이 되었다.

## 개요
경성광산전문학교는 경성고등공업학교의 광산학과가 분리되어 설립된 학교로, 조선총독부에서 설립하고 운영하는 관립 전문학교였다. 대(對)중국전쟁과 태평양전쟁의 전황이 심화되면서 광물수요가 급격히 증가해 많은 광산전문가가 필요해졌다. 때문에 경성고등공업학교에서 분리된 별도의 광산전문학교가 설립되게 된 것이다. 경성광산전문학교는 일본인 광업가 기부금 300만원과 조선총독부 예산 50만원으로 설립되었다.
설립 초기에는 경성고등공업학교와 같은 건물을 사용했지만 1942년에 현재의 공릉동으로 새로운 교사를 지어 이전하게 된다. 설계 및 건축비용을 절약하기 위해서 경성제국대학 이공학부와 함께 공릉동에 지어졌다. 학과로는 광산기계과, 채광과, 야금과등을 두었으며, 10여 명의 별도의 교수진을 갖추고 있었다. 수업연한은 3년이었고, 졸업한 후에 2년간의 연구과에 재학할 수도 있었다. 학년별 정원은 광산기계과 35명, 채광과 50명, 야금과 15명이었다.
경성광산전문학교 졸업생들은 전원 국영광산의 간부로 우선채용되었기 때문에 전쟁시기 취직이 매우 어려웠던 당시 대단히 인기가 있었으며, 때문에 입시 경쟁률 또한 최고수준을 나타냈다.
해방이후 경성공업전문학교와 함께 대학기관인 경성제국대학 이공학부에 흡수되여 서울대학교 공과대학으로 격상되었으며, 현재 광산학과 교사는 서울과학기술대학교가 사용하고 있다.

## 사진

경성광산전문학교

## 같이 보기
- 일제강점기의 교육
- 경성고등공업학교
- 서울대학교 구 공과대학 광산학과 교사 (현 서울과학기술대학교 대륙관) : 대한민국의 등록문화재 369호